# Tengréla (departement)
Tengréla är ett departement i Elfenbenskusten. Det ligger i regionen Bagoué, i den norra delen av landet, 400 km norr om huvudstaden Yamoussoukro.